# Терраформирование Марса

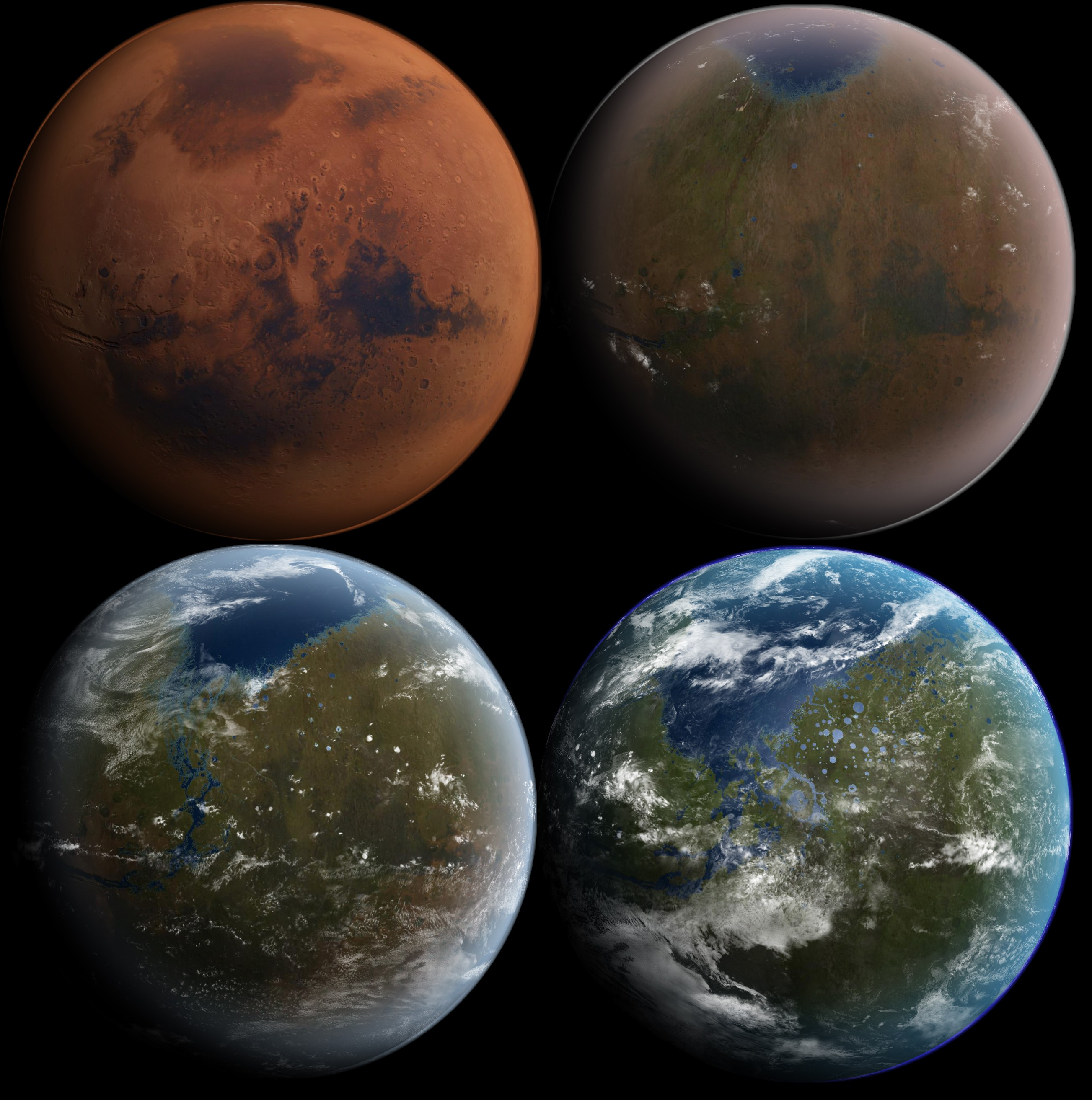
Художественная иллюстрация этапов терраформирования Марса

Терраформирование Марса — гипотетический процесс, в ходе которого марсианский климат, поверхность и другие характеристики планеты должны быть последовательно изменены с целью сделать большие пространства на поверхности Марса более пригодными для человеческой жизни, таким образом облегчая колонизацию планеты, а также делая эту колонизацию гораздо более безопасной и устойчивой.
Концепция базируется на предположении, что среда планеты может быть терраформирована с использованием искусственных средств. Кроме того, осуществимость такого создания планетарной биосферы на Марсе ещё не доказана. Было предложено несколько методов, реализация отдельных из которых требует невероятных ресурсных и денежных затрат, а также несколько других, которые сейчас являются технологически достижимыми.

## Мотивация и этика
Будущий прирост населения и потребности в ресурсах могут обусловить необходимость колонизации объектов, отличных от Земли, таких как Марс, Луна и ближайшие планеты. Колонизация космоса облегчит человечеству сбор энергетических и материальных ресурсов, имеющихся в Солнечной системе.
Со многих точек зрения Марс наиболее похож на Землю из всех планет, входящих в Солнечную систему. Считается, что Марс когда-то, на ранних этапах своей истории, действительно имел среду ещё более похожую на современную Землю, имел густую атмосферу и много воды, которую потерял за период в несколько сотен миллионов лет. Из-за сходства и близости «Красной планеты» к Земле, Марс может оказаться наиболее целесообразным и эффективным объектом для терраформирования среди всех космических тел в Солнечной системе.
К этической проблематике принадлежит опасность потенциального вытеснения местных марсианских форм жизни земными, если такие формы жизни, хотя бы и микробные, действительно существуют.

## Препятствия и ограничения
Среда на Марсе создаёт несколько значительных препятствий, которые надо преодолеть для успешного терраформирования, к тому же, масштабы терраформирования могут быть ограничены определёнными ключевыми факторами среды.

### Слабая гравитация
Поверхностная гравитация на Марсе составляет 38 % от земной. Неизвестно, достаточно ли этого для того, чтобы предотвратить возникновение проблем со здоровьем людей, которые могут быть связаны с невесомостью.
К тому же слабая гравитация (поэтому низкая вторая космическая скорость) Марса, может значительно усложнить удержание атмосферы вокруг планеты, если сравнивать её с более массивной Землёй или Венерой. Как Земля, так и Венера, способны удерживать густую атмосферу, несмотря на то, что они подвергаются более интенсивному солнечному ветру, который, как считается, способен разрушать газовые оболочки планет. Поэтому могут оказаться необходимыми постоянные рабочие источники атмосферных газов на Марсе для того, чтобы в течение длительного времени удерживать достаточную плотность атмосферы, необходимую для нормальной жизнедеятельности людей.

### Противостояния влиянию космической погоды
У Марса отсутствует магнитосфера, что создаёт дополнительные препятствия, связанные с необходимостью смягчения воздействия солнечной радиации и удерживания атмосферы. Считается, что поля, обнаруженные на Марсе, являются остатками магнитосферы, которая была разрушена в ранние периоды существования планеты.
Отсутствие магнитосферы считается одной из причин того, что атмосфера Марса настолько разрежена. Марсианскими орбитальными аппаратами было обнаружено выбрасывание марсианских атмосферных атомов, которое происходит под воздействием солнечного ветра. Тем не менее, наблюдения Венеры чётко демонстрируют, что нехватка магнитосферы не делает невозможным существование густой атмосферы на планете.
Земля изобилует молекулами воды, поскольку её ионосфера пронизывается магнитосферой. Ионы водорода, присутствующие в ионосфере, движутся очень быстро, несмотря на их малую массу, но они не могут достичь открытого космоса, поскольку траектория их движения отклоняется под воздействием магнитного поля Земли. Венера, напротив, имеет густую атмосферу, но лишь с незначительными следами водяного пара (20 ppm), потому что не имеет магнитного поля. Марсианская атмосфера тоже теряет воду, которая легко пробивается в открытый космос. На Земле дополнительную защиту от разрушения атмосферы обеспечивает озоновый слой. Ультрафиолетовое излучение блокируется ещё до того, как ему может удастся расщепить воду на водород и кислород. Поскольку очень малое количество водных паров достигает тропосферы, а озоновый слой располагается в верхней части стратосферы, очень малое количество молекул воды расщепляется на водород и кислород.
Магнитное поле Земли составляет 31 мкТл. Марс потребовал бы такой же интенсивности магнитного поля, чтобы так же нивелировать влияние солнечного ветра, несмотря на более удалённое расположение относительно Солнца, если сравнивать с расположением Земли. На сегодня не существует технологий для наращивания магнитного поля в планетарном масштабе.
Важность магнитосферы была подвергнута сомнению. В прошлом на Земле часто возникали периоды, в течение которых магнитосфера меняла направление, однако жизнь продолжала существовать при временном отсутствии магнитного поля планеты и после этого. Густая атмосфера, такая как на Земле, могла бы также обеспечить защиту от солнечной радиации даже при отсутствии магнитосферы.

## Преимущества

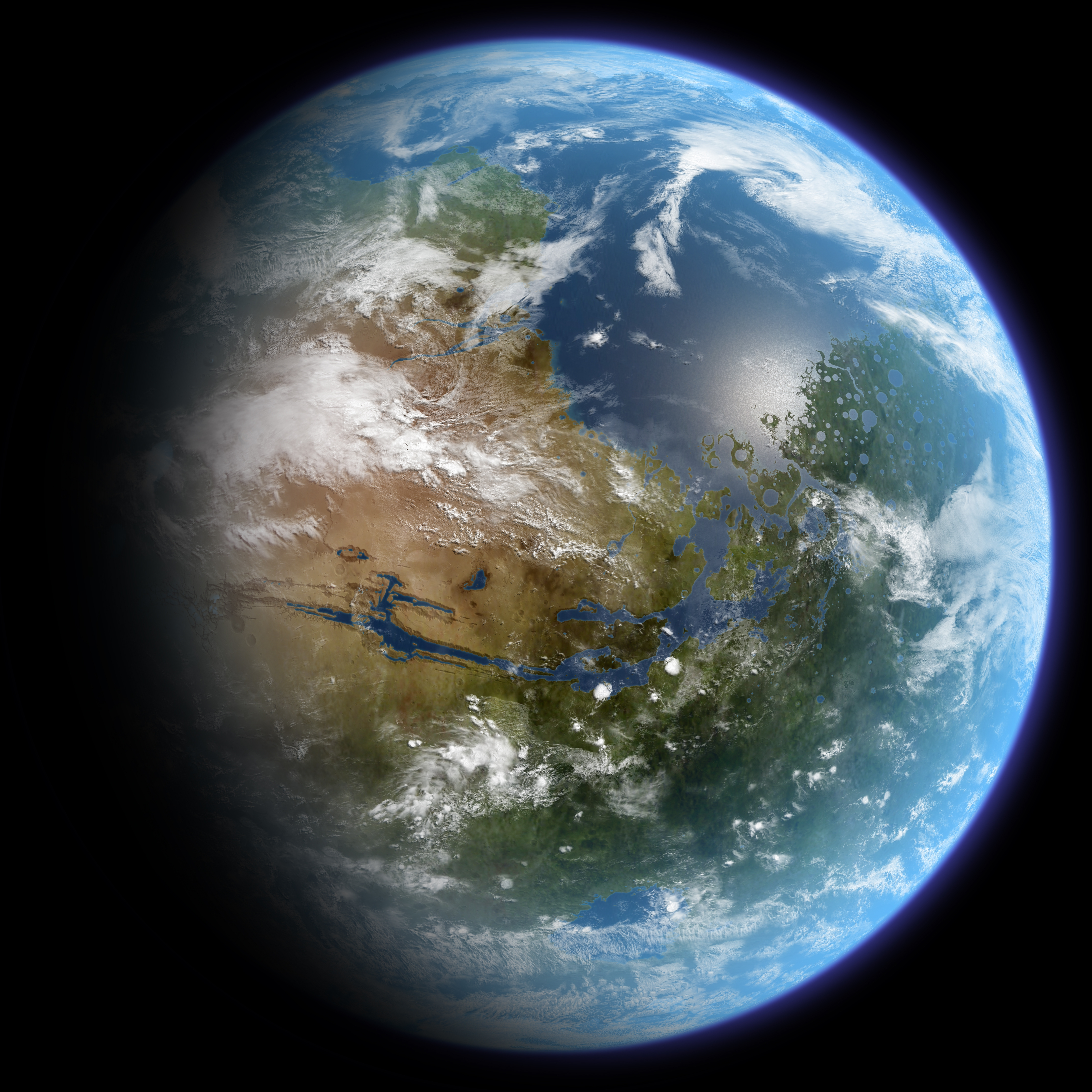
Гипотетически терраформированный Марс

Как считают современные теоретики, Марс существует на дальнем краю зоны обитаемости — региона Солнечной системы, где ещё могла бы развиться и существовать жизнь. Марс находится на границе региона, известного как расширенная зона, пригодная для жизни, где парниковые газы могли бы поддержать существование воды в жидком состоянии на поверхности, при наличии необходимого атмосферного давления. Поэтому Марс имеет потенциал для поддержания гидросферы и биосферы.
Недостаток как магнитного поля, так и геологической активности на Марсе могут быть результатом сравнительно малого размера планеты, что позволило её внутренним слоям остыть намного быстрее, чем это происходит на Земле, однако отдельные подробности этого процесса все ещё остаются непонятными.
Было высказано предположение, что Марс когда-то, на ранних этапах своего развития, имел среду, сравнительно похожую на ту, которая есть сейчас на Земле. Хотя и существуют свидетельства о том, что жидкая вода когда-то существовала на марсианской поверхности, сейчас она существует в основном только на полюсах, непосредственно под поверхностью планеты, в виде многолетней мерзлоты. 26 сентября 2013 года учёные NASA сообщили, что марсоход «Кьюриосити» обнаружил на Марсе большие, легко доступные запасы воды (массовая доля от 1,5 до 3 %) в образцах почвы, взятых в районе Rocknest, Aeolis Palus, в кратере Гейла.
Грунт и атмосфера Марса содержат немало элементов, необходимых для жизни (сера, азот, кислород, водород, фосфор и др.).
Большие залежи водяного льда существуют под поверхностью Марса, а также на поверхности на полюсах планеты, где он смешан с сухим льдом, замороженным CO2. Значительные запасы воды хранятся на южном полюсе Марса, если бы они растаяли, мог бы образоваться глобальный планетарный океан глубиной 11 метров. Замёрзшая двуокись углерода (CO2) на полюсах сублимируется в атмосферу в период марсианского лета, а небольшие остатки воды вблизи поверхности сметаются с полюсов потоками ветра, скорость которых достигает в среднем 40 км/час. В ходе сезонных природных явлений значительное количество пыли и водяного пара транспортируются в атмосферу планеты, в результате чего становится возможным образование перистых облаков, подобных земным.
Большинство всего кислорода в атмосфере Марса содержится в форме двуокиси углерода (CO2), который является основным компонентом атмосферы. Молекулярный кислород (O2) существует лишь в остаточных количествах. Значительные запасы элементарного кислорода также встречаются в оксидах металлов на поверхности Марса, а также в почве, в форме пер-нитратов. Анализ образцов почвы, взятых космическим аппаратом «Феникс» обнаружил наличие перхлоратов, которые использовались для отделения кислорода в химическом генераторе кислорода. Для превращения воды в кислород и водород мог бы быть применён электролиз, если бы было достаточно жидкой воды и электроэнергии.

## Предложенные методы и стратегии
|                        | Марс    | Земля     |
| Давление               | 0.6 кПа | 101.3 кПа |
| Диоксид углерода (CO2) | 96.0%   | 0.04%     |
| Аргон (Ar)             | 2.1%    | 0.93%     |
| Азот (N2)              | 1.9%    | 78.08%    |
| Кислород (O2)          | 0.145%  | 20.94%    |
| ---------------------- | ------- | --------- |

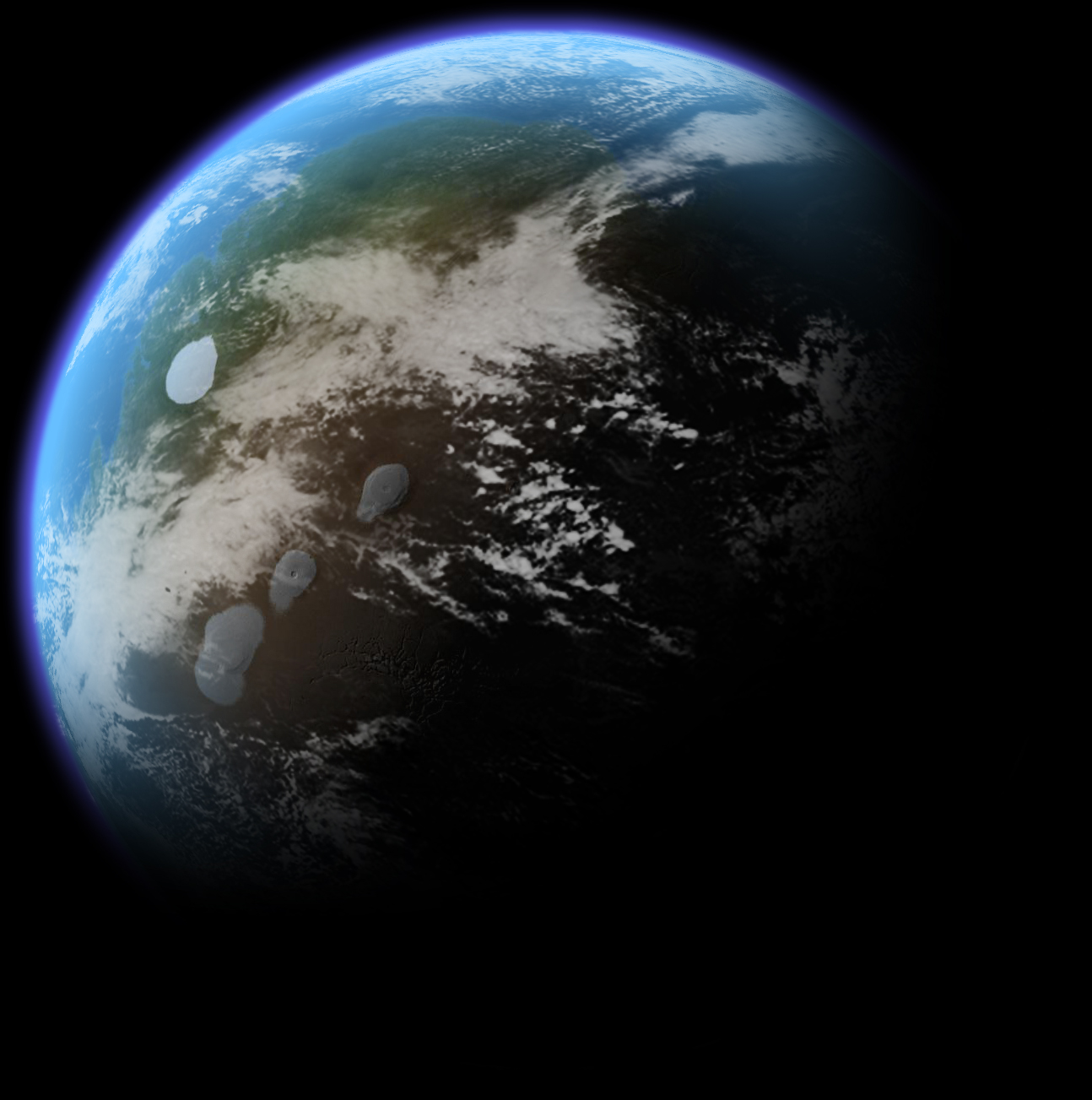
Художественная иллюстрация терраформированного Марса (в центре — марсианский регион Тарсис)

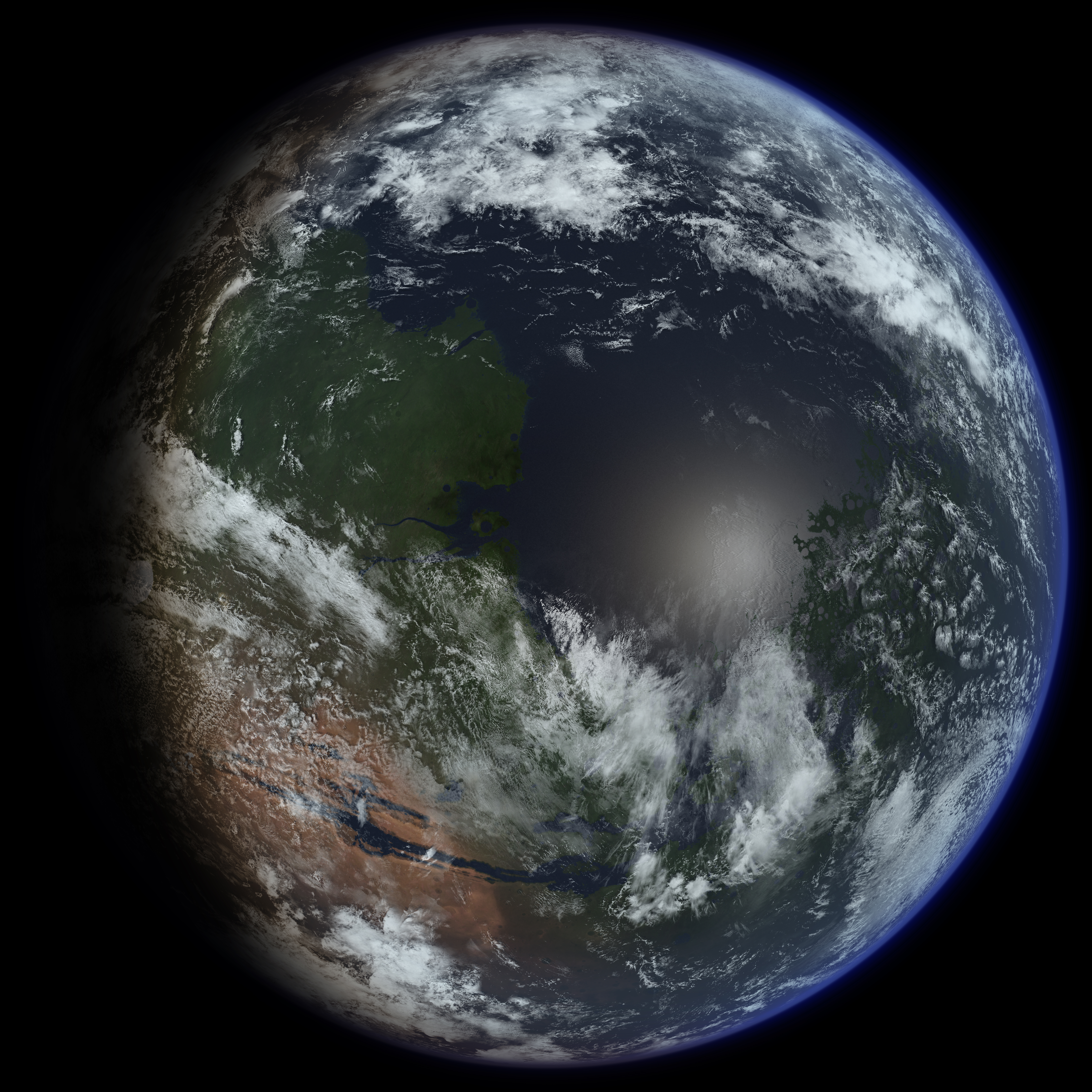
Художественная иллюстрация терраформированного Марса. Этот вариант примерно отцентрован на главном меридиане и 30° северной широты, а также на гипотетическом океане с уровнем моря, который находится на высоте примерно два километра ниже средней высоты поверхности планеты. Океан покрывает водой те места на Марсе, которые известны сегодня как Vastitas Borealis, Acidalia Planitia, Chryse Planitia, и Xanthe Terra; Видимые участки суши — это Tempe Terra слева, Aonia Terra внизу, Terra Meridiani справа внизу, и Arabia Terra справа вверху. Реки, которые наполняют океан справа внизу — расположены в районе современных равнин Valles Marineris и Ares Vallis, а большое озеро внизу справа — содержится в местности, известной как Aram Chaos

Процесс терраформирования Марса спровоцировал бы три взаимосвязанные изменения: развитие атмосферы, сохранение тепла в ней, а также препятствие оттоку атмосферных частиц в открытый космос. Атмосфера Марса сравнительно разреженная и имеет очень низкое поверхностное давление. Поскольку она состоит в основном из CO2 (известного парникового газа), то, как только температура на поверхности Марса начнёт повышаться, углекислый газ может помочь в сохранении термальной энергии вблизи поверхности. Мало того, вместе с нагревом планеты в атмосферу попадёт ещё больше CO2 в результате таяния замёрзших залежей этого газа на полюсах, тем самым усилится парниковый эффект. Это означает, что такие два процесса развития и нагрева атмосферы будут взаимодополняющими, а потому будут способствовать терраформированию.
Гигантские потоки воздуха, создаваемые движением газов в атмосфере, могут провоцировать масштабные, мощные пылевые бури, которые тоже будут способствовать нагреву атмосферы (путём поглощения солнечного излучения).

### Сублимация двуокиси углерода
Сейчас на марсианском южном полюсе, а также в составе реголита (грунта) на Марсе есть достаточно двуокиси углерода (CO2), который, если бы был сублимированный в газовую форму вследствие повышения температуры на планете всего на несколько градусов, смог бы повысить атмосферное давление на 30 кПа, что соответствовало бы давлению на высоте вершины Эвереста, где атмосферное давление составляет 33.7 кПа. И хотя люди не смогли бы дышать таким воздухом, само атмосферное давление было бы выше границы Армстронга, а потому нынешняя потребность в костюмах с регуляцией давления стала бы нерелевантной. Фитопланктон также смог бы превращать растворённый CO2 в кислород, что является очень важным, поскольку, по закону Генри, низкая температура на Марсе приведёт к высокому значению отношения растворённого CO2 к атмосферному CO2 в затопленном северном бассейне.

### Импорт аммиака
Другой метод заключается в использовании аммиака в качестве мощного парникового газа. Существует вероятность, что большое его количество существует в замороженном виде на карликовых планетах, которые движутся по собственным орбитам в отдалённых областях Солнечной системы. Возможно, будет найден способ транспортировать эти планетоиды и ввести их в атмосферу Марса. Поскольку аммиак (NH3) по массе состоит в основном из азота, он сможет также обеспечить наличие буферного газа в атмосфере. Поддерживаемые, не слишком разрушительные падения космических тел на Марс поспособствуют повышению температуры и массы атмосферы.
Потребность в наличии буферного газа является препятствием, которое придётся преодолевать любым потенциальным строителям атмосферы. На Земле азот является основным атмосферным компонентом, так как он составляет до 78 % атмосферы. Марс потребует подобный компонент, который работал бы как буферный газ, хоть и не обязательно в таком же количественном отношении. Получить необходимое количество азота, аргона или любого другого сравнительно инертного газа довольно сложно.

### Импорт углеводородов
Другим методом формирования марсианской атмосферы могло бы стать импорт метана или других углеводородов, которые являются достаточно распространёнными в атмосфере Титана (и на его поверхности). Метан мог бы быть введён в атмосферу Марса, где он послужил бы для усиления парникового эффекта.
Метан (или другие углеводороды) могли бы посодействовать в повышении атмосферного давления. Эти газы также могут быть использованы для производства воды и CO2 для марсианской атмосферы:
CH4 + 4 Fe2O3 → CO2 + 2 H2O + 8 FeO
Эта реакция могла бы быть инициирована под воздействием тепловой энергии или марсианского солнечного ультрафиолетового облучения. Значительные количества продуктов, которые образуются в результате такой реакции (CO2 и вода) необходимые для фотосинтеза, который должен был бы стать следующим этапом терраформирования.

### Импорт водорода
Рассматривается также импорт водорода, необходимого для трансформации атмосферы и гидросферы Марса. Так, водород мог бы продуцировать химические реакции с оксидом железа(III), который содержится в марсианской почве, в результате чего образовывалась бы вода:
H2 + Fe2O3 → H2O + 2FeO
В зависимости от уровня диоксида углерода в атмосфере, импорт водорода и реакции с его участием создавали бы тепловую энергию, воду и графит вследствие реакции Боша. А взаимодействие водорода с диоксидом углерода в ходе реакции Сабатье привело бы к образованию метана и воды.

### Использование фторсодержащих соединений
Поскольку для поддержания жизни человеческой популяции нужна долговременная стабильность климата, было предложено использование особо мощных фторсодержащих парниковых газов, которые, возможно, будут включать гексафторид серы или галокарбоны, такие как хлорфторуглерод (ClFC) и перфторуглерод (PFC). Эти газы являются наиболее вероятными кандидатами на искусственное введение в марсианскую атмосферу, поскольку они имеют значительное влияние как парниковые газы, в несколько раз сильнее, чем CO2. Такое введение может быть выполнено с привлечением сравнительно малых средств путём отправки ракет, нагруженных сжатым CFC-газом, пунктом назначения которых было бы столкновение с поверхностью Марса. Когда бы эти ракеты разбивались о поверхность планеты, они бы выпускали свой груз в атмосферу. Постоянный наплыв таких «CFC-ракет» должен поддерживаться в течение чуть более чем десятилетия, прежде чем атмосфера Марса претерпит химические изменения и станет теплее.
Для того, чтобы сублимировать на южном полюсе ледники с CO2, потребовалось бы наличие примерно 0.3 микробар CFC-газов в атмосфере Марса. Такое количество эквивалентно массе примерно в 39 миллионов тонн. Это втрое больше, чем общее количество хлорофторуглерода, выработанное на Земле с 1972 до 1992 года, когда производство CFC было запрещено в результате подписания международного договора. Минералогические исследования Марса позволяют утверждать, что элементарный фтор присутствует в общей химической композиции Марса в количестве 32 ppm от массы, тогда как для Земли соответствующая цифра составляет 19.4 ppm.
Предложение извлекать фторсодержащие минералы как источник CFC- и PFC-газов поддерживается тем убеждением, что, поскольку наличие на Марсе этих минералов, как предполагается, должно быть таким же, как и на Земле, такой процесс добычи смог бы поддержать производство необходимого количества оптимальных соединений, необходимых для создания парникового эффекта (CF3SCF3, CF3OCF2OCF3, CF3SCF2SCF3, CF3OCF2NFCF3, C12F27N). А это, в свою очередь, позволит удерживать температуру на Марсе на «комфортном» уровне. В теории это могло бы стать одним из способов поддержания атмосферы подобной земной, при условии, что такая будет сформирована на Марсе с использованием других методов.

### Нейтрализация перхлоратов
Перхлораты представляют собой соли перхлоровой кислоты. Они практически повсеместно встречаются в грунте Марса, достигая концентрации до 1%. В условиях Марса они могут образовывать жидкие рассолы, нестабильные, но способные временно существовать. 
Для человека они опасны и способны вызвать нарушение работы щитовидной железы. С другой стороны, их можно рассматривать, как ресурс. При нагревании они распадаются, выделяя кислород.
На Земле открыты бактерии, способные использовать хлораты и перхлораты вместо кислорода, в качестве источника дыхания.  К таким микроорганизмам относятся, например:
- Dechloromonas
- Dechlorosoma
- Azospira.

В процессе работы бактериальных ферментов ферментов (перхлорат-редуктазы и хлорат-редуктазы) перхлорат восстанавливается до хлорида. Конечные продукты безопасны: обычная соль (хлорид) и вода.
Такие бактерии применяют для очистки грунта и воды на Земле в районах, загрязненных перхлоратами — например, в местах разлитого ракетного топлива.
Но есть и проблема: марсианские условия (холод, радиация, сухость) сильно ограничат их активность, поэтому им понадобятся защищённые биореакторы.

### Использование орбитальных зеркал
Зеркала, изготовленные из тонкой алюминизированной термопластиковой плёнки, могут быть размещены на околомарсианской орбите для повышения общего уровня инсоляции планеты. Таким образом можно было бы направлять солнечный свет на поверхность Марса, тем самым напрямую увеличивая температуру у поверхности планеты. Такое зеркало могло бы быть расположено как статит, используя свой потенциал солнечного паруса для поддержания неподвижной позиции на орбите относительно Марса — вблизи полюсов, чтобы сублимировать имеющиеся на них ледовые покровы из замёрзшего CO2, тем самым делая вклад в нагрев атмосферы усилением парникового эффекта.

### Ослабление альбедо
Ослабление альбедо марсианской поверхности сделало бы использование получаемого им солнечного света более эффективным. Это можно выполнить распределением по поверхности Марса тёмной пыли с его спутников — Фобоса и Деймоса, которые относятся к наиболее чёрным телам Солнечной системы. Альтернативным способом ослабления альбедо могло бы также стать распределение по поверхности тёмных экстремофильных микробных форм жизни, таких как лишайники, водоросли и бактерии. Тогда поверхность впитывала бы больше солнечного света, тем самым способствуя нагреву атмосферы.
Если бы на планете удалось обеспечить рост и размножение водорослей и другой растительной зелёной жизни, это дало бы лишь незначительный вклад в распространении кислорода в атмосфере, которого было бы недостаточно для дыхания людей. Процесс превращения химических элементов для образования кислорода в значительной степени зависит от наличия воды. CO2 обычно трансформируется в углеводороды. 26 апреля 2012 года учёные сообщили, что в лаборатории симуляции среды (Mars Simulation Laboratory) в Немецком аэрокосмическом центре удалось выявить лишайник, который смог выжить и даже проявил незаурядные способности адаптации в плане фотосинтетической активности во время симуляции марсианской среды, который продолжался 34 дня.

### Бомбардировка астероидами
Другой способ повышения температуры состоит в направлении небольших астероидов на поверхность Марса. Это может быть выполнено путём использования размещённых в космосе лазеров, которые корректировали бы траектории астероидов, или же кем-либо из других методов, предложенных для решения проблемы защиты Земли от астероидов. Энергия столкновения в этом случае работала бы как источник тепла. Этого тепла, возможно, было бы достаточно для сублимации CO2, а также, если на этой стадии процесса терраформирования будет присутствовать вода в жидком состоянии, энергия, которая выделяется при падении астероида, могла бы превратить её в водяной пар, который тоже является парниковым газом. Астероиды также можно было бы подбирать по их химическому составу — например, если выбирать астероиды с высоким содержанием аммиака, то вследствие падения аммиак освободится и попадёт в атмосферу в виде ещё одного дополнительного парникового газа. В марсианском грунте могут находиться залежи нитратов, попадание астероидов в эти залежи может извлекать дополнительное количество азота и кислорода в атмосферу.

## Термодинамика терраформирования
Общий объём энергии, необходимой для сублимации CO2 в ледовой шапке южного полюса, моделируют исследователи Зубрин и Мак-Кей. Для того, чтобы запустить длительный парниковый эффект, нужно повысить температуру на полюсах на четыре кельвина. Если для этого применять орбитальные зеркала, потребовалось бы 20 МВте-лет для изготовления зеркал, достаточно больших для того, чтобы испарить полярные шапки. Этот метод считают самым эффективным среди всех, однако в то же время он наименее практичный. Если же использовать мощные галоуглеродные парниковые газы, потребовалось бы около 1000 МВте-лет для достижения такого же нагрева. И если этот метод кажется неэффективным по сравнению с использованием космическим зеркал, его, однако, считают самым практичным. При применении метода бомбардировки астероидами, необходимо было бы примерно четыре аммиакосодержащих астероида массой около 10 миллиардов тонн каждый — для запуска непрерывного парникового эффекта, который должен был бы привести к восьмиградусному повышению температуры. А для ускорения терраформирования может подойти и другие версии мха, но лишь хватит на озеленение почвы за несколько десятилетий.